# Khairuddin Mat Yusof
Datuk Pahlawan Khairuddin Mat Yusof (* 1948) ist ein ehemaliger malaysischer Heeresoffizier und Unternehmer.

## Werdegang
Seit 1967 war Khairuddin Mitglied des Malaysischen Heeres. An der Lancaster University erhielt er 1987 ein Diplom in Internationalen Beziehungen und 1998 einen Master in Internationalen Beziehungen und Strategischen Studien.
Von Oktober 1991 bis Oktober 1993 war Khairuddin militärischer Assistentberater in der Abteilung für Friedensmissionen der Vereinten Nationen in New York. Von 1998 bis 2001 war er Kommandeur der zweiten malaysischen Infanteriedivision. 2000 nahm er Mitglieder der Al-Ma’unah gefangen, die mehrere Waffen aus einem Armeelager gestohlen hatten, darunter M16-Gewehre, M203-Granatwerfer und Maschinengewehre.
Im Range eines Generalleutnants kommandierte Khairuddin ab dem 31. August 2003 die militärischen UN-Kräfte der Unterstützungsmission der Vereinten Nationen in Osttimor (UNMISET), in Nachfolge des singapurer Generalleutnants Huck Gim Tan. Den Posten hatte Khairuddin bis Mai 2005 inne, als die Mission in die UNOTIL umgewandelt wurde.
Am 31. August 2005 wurde Khairuddin in den Ruhestand verabschiedet. Im September wurde er Vorsitzender und Direktor der Firma Asdion. Am 17. Februar 2015 trat Khairuddin zurück.